# Bulbophyllum longissimum
Bulbophyllum longissimum là một loài phong lan thuộc chi Bulbophyllum.